# El-Gabal
El-Gabal, o, en su forma latinizada Elagabal o Elagabalus (Heliogábalo) era una antigua deidad solar árabe-romana, cuyo culto llegó a Roma durante el reinado del emperador romano Heliogábalo, a principios del siglo III d. C.

## Historia

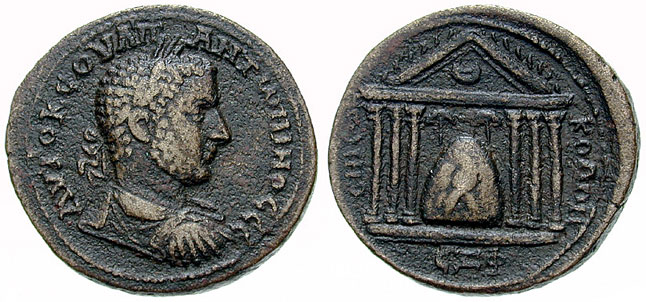
El templo de Emesa, que contenía la piedra sagrada, en el reverso de una moneda de bronce del usurpador romano Uranio.

El-Gabal era venerado originalmente en la ciudad de Emesa (actualmente Homs, Siria). Su nombre deriva de El, la principal divinidad del panteón cananeo, y Gabal, que significa montaña (compárese con las palabras equivalentes en hebreo, gevul, y árabe, ğebel). Era, entonces, el "El de la montaña", es decir, la forma local que el dios El tomaba en la ciudad de Emesa.
El culto de El-Gabal fue introducido en Roma por el emperador Marco Aurelio Antonino, que antes de su acceso al trono imperial había sido sumo-sacerdote del dios en Emesa. Por ese motivo, el emperador es llamado Heliogábalo (Elagabalus), del nombre latino de la deidad.
 El dios sirio fue asimilado al dios sol romano Sol Invictus.
En la ladera este del Monte Palatino se construyó un templo, llamado Elagabalium, para albergar la piedra sagrada del templo de Emesa, un meteorito negro de forma cónica, símbolo del dios.
Sobre esta piedra, escribe el historiador Herodiano:

Esta piedra es venerada como si hubiese sido enviada desde el cielo, sobre ella hay algunos trozos sobresalientes y unas marcas a las que apuntan, respecto de los cuales el pueblo pretende creer que son una imagen del sol, porque es así como los ven.

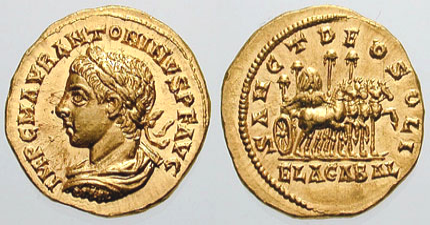
Aureus romano que representa a El-Gabal. En el reverso se lee la inscripción: Sanct Deo Soli Elagabal (Al Santo Dios Sol Elagabal), y se representa un carro de oro tirado por cuatro caballos, transportando la piedra sagrada del templo de Emesa.

Herodiano narra también que el emperador Heliogábalo obligaba a los senadores a mirar mientras él danzaba en torno al altar de la deidad al son de tambores y címbalos, y que cada solsticio de verano celebraba un gran festival, popular entre las masas porque se distribuía comida gratuitamente, durante el cual la piedra sagrada era colocada en un carro adornado con oro y joyas, que desfilaba por la ciudad:

Un carro tirado por seis caballos llevaba a la divinidad, los caballos enormes y de un blanco puro, con caros arreos de oro y ricos ornamentos. Nadie sostenía las riendas, y nadie llevaba el carro; el vehículo era escoltado como si el propio dios fuera el auriga. Heliogábalo corría hacia atrás enfrente del carro, mirando al dios, y sosteniendo las riendas de los caballos. Hacía todo el viaje de esta forma, al revés, mirando al rostro de su dios.

El emperador intentó también unificar las religiones romana y siria bajo la supremacía de su dios, al que situó incluso por encima de Júpiter, y al que asignó como esposa a Astarté, Minerva o Urania, o a algún tipo de combinación entre las tres. Las más sagradas reliquias de la religión romana fueron trasladadas desde sus respectivos santuarios al Elagabalium, incluyendo la Gran Madre, el fuego sagrado de Vesta, los Escudos de los Salios y el Paladio, para conseguir que ningún otro dios salvo El-Gabal fuera venerado. Según algunas fuentes, el emperador declaró además que judíos, samaritanos y cristianos debían realizar también sus ritos en el Elagabalium, para que así este "pudiera incluir los misterios de cualquier forma de culto".
Recientemente se ha asociado la reforma religiosa dictada por Heliogábalo, así como el traslado a Roma del betilo de El-Gabal en Emesa, con cierto fenómeno astronómico que se habría interpretado como un presagio acerca del nuevo emperador: el perihelio del Cometa Halley, a 17 de mayo de 218, justo en el día posterior a su proclamación por parte de la Legio III Gallica.
Tras el asesinato del emperador en 222 sus edictos religiosos fueron revocados, y el culto de El-Gabal se limitó otra vez a Emesa.